# هنری سایوت
هنری سایوت (انگلیسی: Henri Saivet؛ زادهٔ ۲۶ اکتبر ۱۹۹۰) بازیکن فوتبال اهل سنگال است که در پست هافبک بازی می‌کنکد.
از باشگاه‌هایی که در آن بازی کرده‌است می‌توان به باشگاه فوتبال آنژه، باشگاه فوتبال بوردو، و باشگاه فوتبال نیوکاسل یونایتد اشاره کرد.
وی همچنین در تیم‌های ملی فوتبال زیر ۱۷ سال فرانسه، زیر ۱۸ سال فرانسه، زیر ۲۱ سال فرانسه و سنگال بازی کرده‌است.